# 子供のためのアルバム
『子供のためのアルバム』（こどものためのアルバム、Album für die Jugend）作品68は、ロベルト・シューマンが作曲した43曲からなるピアノ小曲集である。『少年のためのアルバム』とされることもある。

## 概要
このピアノ小曲集は1848年の8月30日から9月14日までの2週間を要して作曲されたものである。このうち最初の7曲（第1部の7曲）は長女マリーの7歳の誕生日の贈り物として9月1日に作曲され、この時は『クリスマス・アルバム (Weihnachtsalbum)』と題されていた。この後新たに40曲を加えたのちに、初版の出版の際に、出版社からの助言で「少年のための40のピアノ小品集」と題名を改めている。また第2版では数曲の楽曲に与えられた題名の改題・曲の変更（1曲を追加）が施されており、全43曲からなる小曲集とした上で題名を「少年のためのアルバム、43のピアノ小品集」として出版している。
出版は1848年12月にハンブルクのシューベルト社から。第2版は1851年にされている。シューマンによる自筆のスケッチはツヴィッカウに保管されている。

## 構成
全2部43曲から構成され、全曲の総演奏時間は約80分。

### 第1部 小さい子供のために
- 第1曲 メロディ（Melodie）
叙情的な小品で、書法は簡単なものである。
- 第2曲 兵士の行進（Soldatenmarsch）
「元気よく張り切って」の指示がされ、快活な行進曲である。主題はベートーヴェンのスプリング・ソナタのスケルツォ楽章との関連が指摘される。
- 第3曲 口ずさむ歌（Trallerliedchen）
「速くなく (Nicht schnell)」の指示。タイトルはハミングのことを意味し、書法的には第1曲と似ている。
- 第4曲 コラール（Ein Choral）
コラールのタイトルは「喜べ、おおわが心よ (Freue dich, o meine Seele)」。4声部からなる合唱風の小曲。
- 第5曲 小曲（Stückchen）
「速くなく (Nicht schnell)」の指示。書法的には第1曲と第3曲と似たものである。
- 第6曲 哀れな孤児（Armes Waisenkind）
「ゆっくりと (Langsam)」の指示。原題は「あわれな乞食の子」であった。途中でテンポが変わる。
- 第7曲 狩人の歌（Jagerliedchen）
「さわやかに、そして陽気に」の指示。両手のユニゾンで開始し、4度上行の開始音型はシューマンがよく用いていたものである。
- 第8曲 勇敢な騎手（Wilder Reiter）
3つの部分で構成され、同じパターンをそれぞれ繰り返す。
- 第9曲 民謡（Volksliedchen）
「もの悲しい音調で」の指示。
- 第10曲 楽しき農夫（Frohlicher Landmann）
「さわやかに、元気よく (Frisch und munter)」の指示。曲中では最も知られている小曲で、原題は「仕事を終えて帰る楽しげな農夫」。第7曲と同じく、冒頭旋律が4度上行で開始される。
- 第11曲 シチリアーナ（Sizilianisch）
「ふざけるような」の指示。シチリア風の舞曲で3部形式による（拍子は8分の6拍子）。
- 第12曲 サンタクロース（Knecht Ruprecht）
「クネヒト・ループレヒト」とも。3部形式で、両手のユニゾンで開始される。
- 第13曲 愛する5月よ（Mai, lieber Mai）
「速くなく (Nicht schnell)」の指示。
- 第14曲 小さな練習曲（Kleine Studie）
「ひそやかに、そしてきわめて均等に演奏するように」の指示。アルベッジョの練習曲である。
- 第15曲 春の歌（Fruhlingsgesang）
「心を込めて演奏するように」の指示。
- 第16曲 最初の喪失（Erster Verlust）
「速くなく (Nicht schnell)」の指示。
- 第17曲 朝の散歩をする子供（Kleiner Morgenwanderer）
「さわやかに、力強く」の指示。行進曲で、音型の模倣が巧妙に使われている。原題は「小さい朝の散歩」。
- 第18曲 刈入れの歌（Schnitterliedchen）
「あまり速くなく (Nicht sehr schnell)」の指示。

### 第2部 大きな子供のために
- 第19曲 小さなロマンス（Kleine Romanze）
「速くなく (Nicht schnell)」の指示。第10曲と酷似した旋律がユニゾンによって奏でられる。
- 第20曲 田舎風の歌（Landlisches Lied）
「中くらいの速度で」の指示。
- 第21曲
タイトルはなく、「緩やかに表情を持って演奏する」の指示。
- 第22曲 ロンド（Rundgesang）
「中くらいの速度で、きわめて滑らかに演奏する」の指示。構成はロンド形式による。
- 第23曲 騎手の歌（Reiterstuck）
「短く、はっきりと」の指示。
- 第24曲 収穫の歌（Ernteliedchen）
「喜ばしげな表情を持って」の指示。
- 第25曲 劇場からの余韻（Nachklange aus dem Theater）
「いくらか激しく」の指示。
- 第26曲
タイトルはなく、「速くなく、上品に演奏する」の指示。
- 第27曲 カノン風の歌（Canonisches Liedchen）
「速くなく、親しげな表情を持って」の指示。
- 第28曲 思い出（Erinnerung）
「追憶」とも。「速くなく、十分歌って演奏する」の指示。自筆譜には「1847年11月4日」と日付が記入され、これは友人のメンデルスゾーンの命日である。
- 第29曲 見知らぬ人（Fremder Mann）
「異国の人」とも。「逞しく、力強く演奏する」の指示。主題は行進曲風である。
- 第30曲
タイトルはなく、「きわめて緩やかに」の指示。楽曲はショパンを連想させる。
- 第31曲 戦いの歌（Kriegslied）
「きわめて力強く」の指示。
- 第32曲 シェエラザード（Sheherazade）
「かなりゆっくりと静かに」の指示。
- 第33曲 ぶどう狩りの歌 - 喜びの時（Weinlesezeit - Frohliche Zeit）
「快活に (Munter)」の指示。リズムは激しく変化するが、収穫の喜びを表現しているといえる。
- 第34曲 主題（Thema）
「緩やかに、親しげな感情を込めて」の指示。
- 第35曲 ミニョン（Mignon）
「緩やかに、柔和に」の指示。
- 第36曲 イタリア人の船乗りの歌（Lied italienischer Marinari）
序奏「緩やかに (Langsam)」と「速く (schnell)」の主部で構成される。原題は「船頭の歌」であった。
- 第37曲 水夫の歌（Matrosenlied）
ト短調。中心となる旋律はやや平板なものだが、幾つかの箇所に躍動的な動機が置かれる。
- 第38曲 冬の時 その1（Winterzeit I）
「かなり緩やかに」の指示。ハ短調。39曲と同じタイトルで、こちらは16小節と短い小曲。
- 第39曲 冬の時 その2（Winterzeit II）
「緩やかに」の指示。曲中には自作のピアノ曲『蝶々』の旋律が現れる。
- 第40曲 小さなフーガ（Kleine Fuge）
「元気よく、しかしあまり速くなく」の指示。3声の前奏曲とフーガで書かれている。
- 第41曲 北欧の歌「ガーデへの挨拶」（Nordisches Lied "Gruss an G"）
「民謡風に (Im Volkston)」の指示。自筆譜には「"G"への挨拶」と添えているが、これは友人のニルス・ガーデのことで、音楽はガーデの綴字「G-A-D-E」の動機を基にしている。
- 第42曲 装飾的コラール（Figurierter Choral）
この4声コラールはジュネーヴの讃美歌から採られたもので、内声には作曲者による和声の音型化で装飾を施したものである。
- 第43曲 大晦日の歌（Silvesterlied）
「中くらいの速さで」の指示。イ長調。直筆には「Zum Beschluß」と書かれている。

### 追加曲 WoO.16
以下のWoO.16とWoO.30は第2版の出版後に追加曲として作曲されたものである。
- 第44曲 隠れているかっこう（Kuckuck im Versteck）
- 第45曲 ヴェネツィアの入り江（Lagune in Venedig）
- 第46曲 鬼ごっこ（Haschemann）
- 第47曲 小さなワルツ ト長調（Kleiner Walzer）

### 追加曲 WoO.30
曲中のWoO.30-9〜12はWoO.16と同じ
- 第48曲 ごく小さい子供のために（Fur ganz Kleine）
- 第49曲 お人形の子守歌（Puppenschlafliedchen）
- 第50曲 荒々しい騎手（Linke Hand soll sich auch zeigen）
原曲はOp.68-8。
- 第51曲 ウェーバーの酒飲みの歌（Ein Trinklied von C.M.von Weber）
- 第52曲 ゴンドラにて（Auf der Gondel）
- 第53曲 小品 ハ長調
原曲はOp.68-21
- 第54曲 小品 ニ短調
原曲はOp.68-26
- 第55曲 断章 変ホ長調
- 第56曲 前奏曲 イ長調
- 第57曲 判じ絵
- 第58曲 熊の踊り
- 第59曲 L.v.ベートーヴェンの有名なメロディ
- 第60曲 W.A.モーツァルトの小品

## 参考資料
- 『作曲家別名曲解説ライブラリー23 シューマン』 音楽之友社,1995年
- 『名曲事典 ピアノ・オルガン編』 音楽之友社,千蔵八郎,1977年